# Cannone (violino)
Il Cannone è un violino costruito da Giuseppe Guarneri del Gesù a Cremona nel 1743. È stato il violino di Niccolò Paganini, che gli diede tale nome in omaggio alla sua potenza sonora. Oggi è conservato ai Musei di Strada Nuova, Genova.

## Storia
Le circostanze che portarono Paganini ad acquisire il Cannone sono storicamente incerte: il musicologo Edward Neill indicava come ipotesi più probabile che il violinista genovese avesse ricevuto lo strumento nel 1802 a Livorno, in dono da un certo Livron, gentiluomo francese.
Dalla corrispondenza di Paganini è comunque certo che il celebre virtuoso italiano fece uso dello strumento per tutta la sua carriera e che fosse solito chiamarlo affettuosamente il mio Cannone violino, in virtù della potenza e ricchezza sonora, con le quali riempiva le sale da concerto. Il maestro era solito suonarlo, secondo l’uso del tempo, senza utilizzare la mentoniera e appoggiando il mento direttamente sulla parte terminale della tavola armonica, che conserva ancor oggi i segni d'usura.
Paganini morì a Nizza il 27 maggio 1840: nel testamento redatto nel 1837 aveva disposto che lo strumento fosse lasciato alla sua città natale, Genova, "onde sia perpetuamente conservato". Le vicende del lascito furono tuttavia complesse e si conclusero solo il 14 luglio del 1851, con la consegna dello strumento da parte del barone Achille Paganini, figlio del maestro, all'allora sindaco di Genova Antonio Profumo. Il violinista aveva infatti mantenuto un profondo legame con Genova, nonostante l'esistenza tormentata e il grande talento, che lo avevano condotto ben presto ad esibirsi nei principali teatri italiani ed europei.

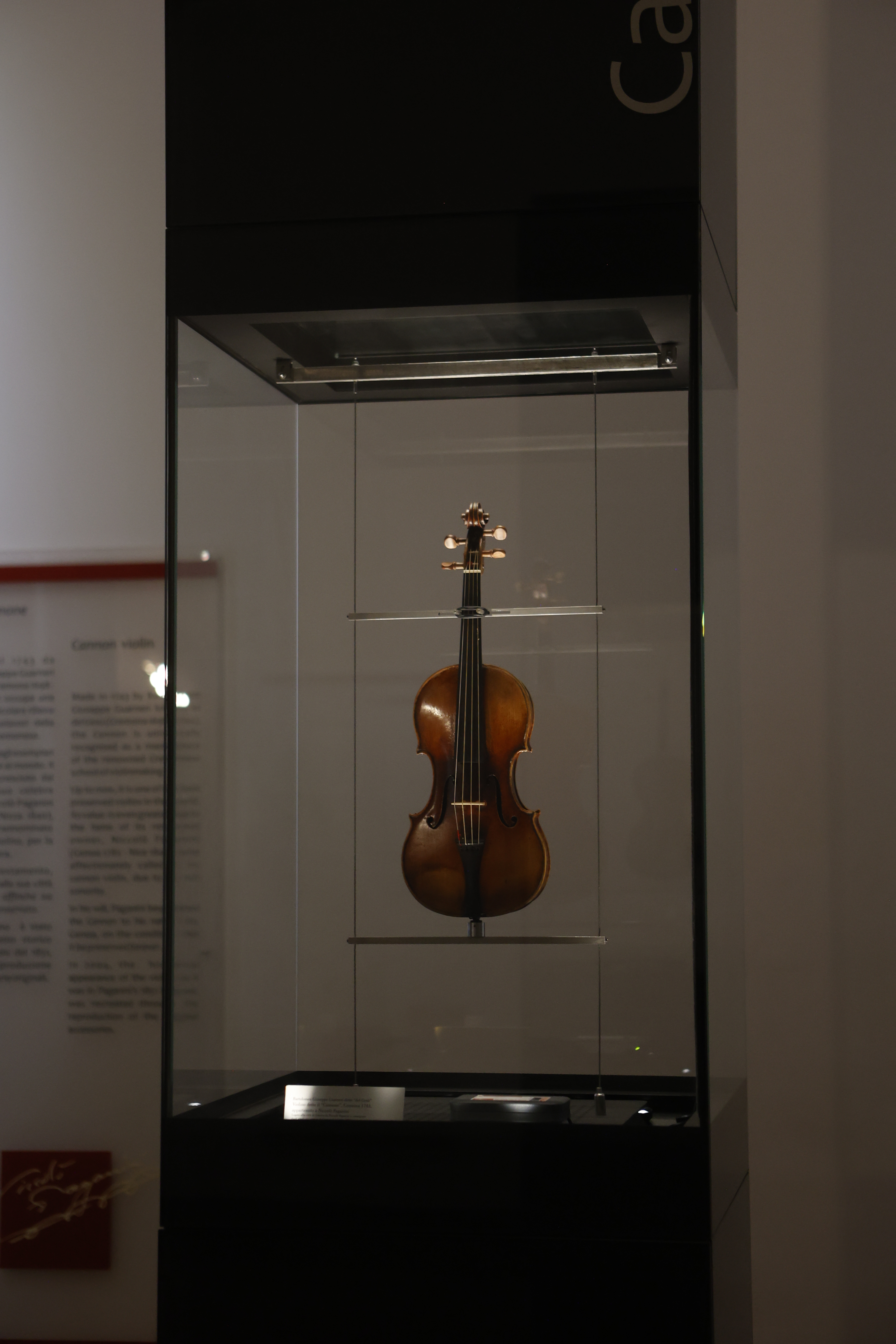
Allestimento espositivo del Cannone all'interno delle sale paganiniane

Da allora il Cannone è conservato a Palazzo Tursi presso il Municipio di Genova, prima nella Sala Giunta Vecchia e poi nella rinnovate sale paganiniane. Nella stessa collezione è presente il Sivori, ovvero la copia del Cannone costruita da Vuillaume. Paganini dovette infatti consegnare il suo strumento al liutaio parigino nel 1833 per farlo riparare. Il Sivori venne donato sette anni più tardi dal maestro stesso al suo talentuoso discepolo Camillo Sivori, che alla sua morte lo donò a sua volta al Comune di Genova. Nelle sale, oltre ai due violini citati, sono esposte due chitarre, uno dei leggii di Paganini, alcuni suoi autografi, una sua scacchiera con relative pedine, la custodia del Cannone, alcune sue effigi e altri cimeli appartenuti al maestro.
Il Cannone viene eccezionalmente concesso in uso ad alcuni violinisti di chiara fama per speciali occasioni concertistiche; viene inoltre suonato ogni anno dal vincitore del Concorso Internazionale di violino 'Premio Paganini'. Nel 2024 lo strumento è stato sottoposto a un'accurata analisi in un centro specializzato per verificare il suo attuale stato di conservazione.

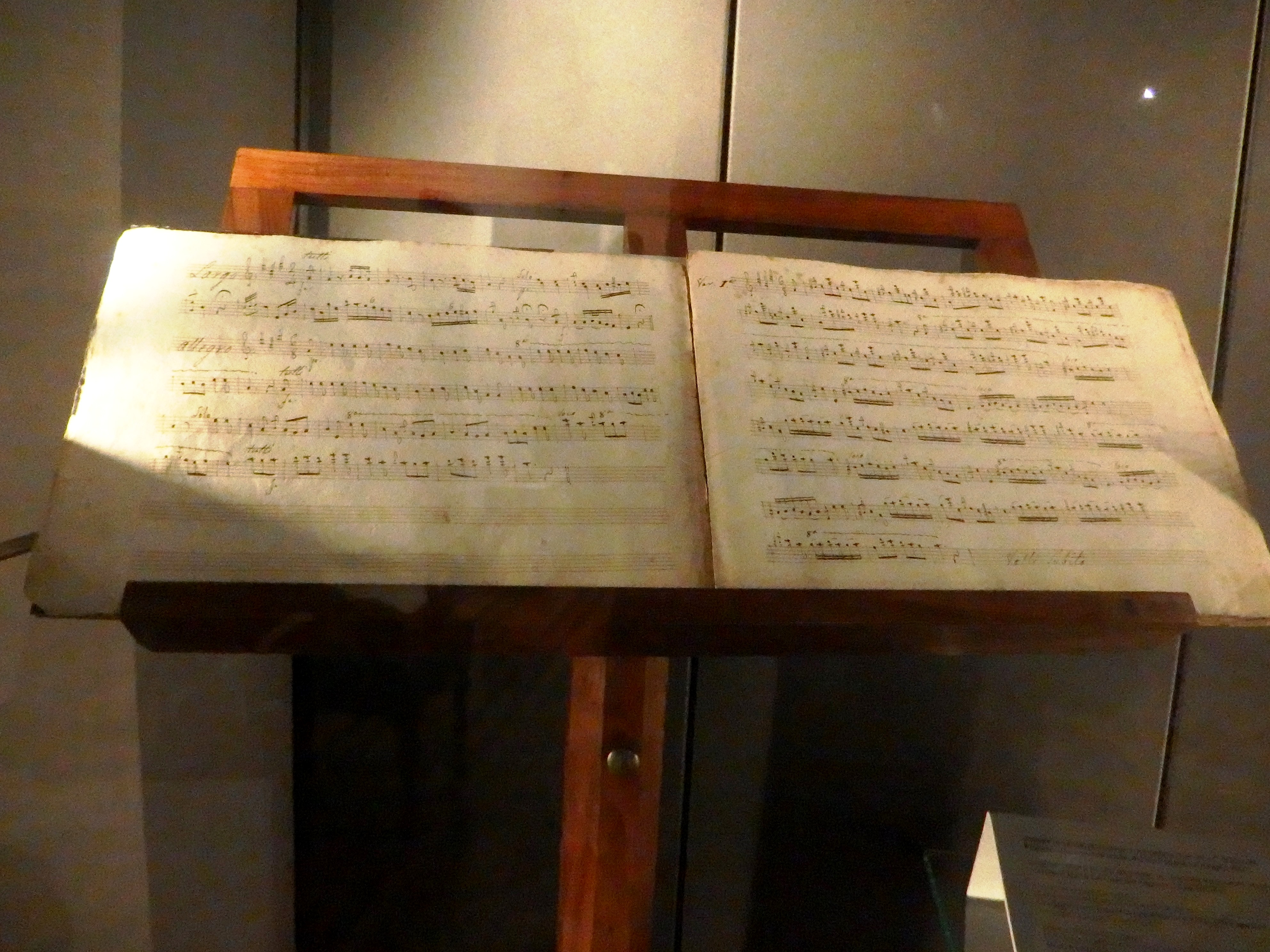
Leggio di Paganini esposto nelle sale paganiniane, Palazzo Tursi